# Aéroport Pattimura
L'aéroport Pattimura est un aéroport desservant la ville d'Ambon, sur l'archipel des Moluques, en Indonésie (code IATA : AMQ • code OACI : WAPP). L'aéroport porte le nom de Pattimura, un héros national qui combattit les Hollandais en 1816. Plus de 1 million de passagers l'ont fréquenté en 2013.

## Aéroport
L'aéroport est situé à 36 kilomètres de la ville d'Ambon.
Il est doté d'un service d'immigration, d'une quarantaine, d'un bâtiment de fret, de restaurants, d'un bureau de poste et de téléphones, et d'un réseau Wi-Fi gratuit disponible dans tout l'aéroport.
Le terminal international est de 1 200 m2 (portes C & D) et dispose d'une capacité d'accueil annuelle de 70 000 passagers. Le terminal national est de 7 393 m2 (portes A & B) et dispose d'une capacité d'accueil de 406 000 passagers.
Actuellement, il n'y a plus d'activité internationale sur l'aéroport, le terminal international est ainsi destiné à des vols intérieurs.
Le terminal cargo est de 1 192 m2, et le parking extérieur de  8 574 m2.

## Situation
| Banda Aceh Denpasar Pangkal · Pinang Tanjung · Pandan Djakarta-Soekarno-Hatta Bengkulu Solo Semarang Pangkalan · Bun Palangkaraya Sampit Palu Djakarta-Halim Perdanakusuma Samarinda Malang Surabaya Balikpapan Ende Kupang Komodo Gorontalo Jambi Bandar Lampung Ambon Tarakan Ternate Manado Gunung · Sitoli Medan Wamena Biak Merauke Timika Jayapura Pekanbaru Batam Tanjung · Pinang Bau-Bau Banjarmasin Makassar Palembang Bandung Pontianak Ketapang Bima Lombok Manokwari Sorong Padang Yogyakarta |

## Compagnies aériennes et  destinations
| Compagnies          | Destinations                                                                                  |
| ------------------- | --------------------------------------------------------------------------------------------- |
| Airfast Indonesia   | Manado-S. Ratulangi                                                                           |
| Aviastar            | Bandanaira, Namlea (en), Namrole (en)                                                         |
| Batik Air           | Jakarta-Halim-Perdanakusuma, Djakarta-S.-Hatta, Makassar-Sultan-Hasanuddin                    |
| Citilink            | Makassar-Sultan-Hasanuddin                                                                    |
| Dimonim Air         | Tiakur (en)                                                                                   |
| Garuda Indonesia    | Denpasar-Bali, Djakarta-S.-Hatta, Makassar-Sultan-Hasanuddin, Ternate                         |
| Lion Air            | Makassar-Sultan-Hasanuddin, Surabaya-Juanda                                                   |
| Sriwijaya Air       | Ternate                                                                                       |
| Susi Air            | Bandanaira, Namlea (en)                                                                       |
| Trigana Air Service | Dobo, Langgur/Tual (en), Tiakur (en), Namrole (en), Saumlaki (en)                             |
| Wings Air           | Dobo, Langgur/Tual (en), Manado-S. Ratulangi, Nabire (en), Namlea (en), Sorong, Saumlaki (en) |

Édité le 24/11/2020

## Incidents
- Le 24 juillet 1992, le vol 660 de Mandala Airlines s'écrase à l'approche de l'aéroport Pattimura. Il n'y a aucun survivants parmi les 70 passagers et l'équipage.

- Le 7 juin 1997, un appareil de Merpati Nusantara Airlines touche un arbre lors de sa phase d'approche mais parvient à atterrir sans heurts[3].